# QuakeNet

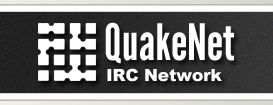
Logo des IRC-Netzwerkes QuakeNet (2013)

Das QuakeNet ist eines der größten IRC-Netzwerke der Welt. Es wurde 1997 von Garfield und Oli für QuakeWorld-Spieler als „Zufluchtsort“ vor anderen Netzwerken gegründet, zog im Lauf der Zeit aber auch viele Spieler anderer Computerspiele und Nicht-Spieler an.

## Statistiken
Der Rekord von 243.389 simultan eingeloggten Benutzern wurde am 8. Februar 2005 aufgestellt. Somit war Quakenet seiner Zeit das größte IRC-Netzwerk der Welt, musste diesen Status jedoch im Jahr 2012 an freenode abgeben. Im Durchschnitt hat das Quakenet etwa 13.000 Nutzer (Stand 2020).

## Bekannte Channels
Die meistbesuchten Channel im Quakenet sind traditionell Treffpunkte zum Vereinbaren von Clanwars oder anderen Challenges wie beispielsweise die im Dezember 2008 meistbesuchten Channel #pcw, #cod4.wars oder #5on5.css. Viel besucht sind auch Channel verschiedener Spiele und Spieleclans wie World of Warcraft oder Counter-Strike. Neben den Gamingchanneln haben sich einige Subkulturen gebildet, wie beispielsweise Musik- oder Fußball-Chats. Ein berühmtes Beispiel ist der Webradiosender RauteMusik, dessen Name im direkten Bezug mit den im Quakenet genutzten Präfixen in Form eines Rautezeichens steht und welcher nach Gründung im Channel #musik zu einer Quakenet-übergreifenden Medien- und Onlinemarke wurde.

## IRC-Dienste
Anders als in vielen anderen Netzwerken sind die IRC-Dienste alle einbuchstabig und als Client im Netz selbst anwesend. Die bekanntesten lauten Q und S (Spamscan). Außerdem existieren die Services D, P, T, NO, O, R und G. Diese werden für verschiedene Aufgaben eingesetzt, G dient der Unterstützung der Benutzer und des Hilfe-Teams. R beinhaltet sämtliche Anfragefunktionen (Requests), mithilfe derer man beispielsweise Bots in den eigenen Channel holen, oder zu Op werden kann. O beinhaltet einige Funktionen für die IRC-Operatoren. Die primäre Aufgabe von Q (Quakenet Service) besteht im „Bewachen“ von Channels, um den Besitzern und anderen Benutzern mit Rechten das Verlassen und Wiederbetreten ohne Rechteverlust zu ermöglichen. S überprüft in sehr großen Channels alles, was gesprochen wird, um eventuelle Spammer ausfindig zu machen und aus dem Netz zu entfernen. P ist die Kontrollinstanz des Proxyscanners, der die Verbindungen auf offene Proxyserver prüft und gegebenenfalls schließt. T ist die Kontrollinstanz des Trojanerscanners. D fertigt Channel-Statistiken an, die über ein Webinterface abrufbar sind.
Q und L wurden im März 2008 durch einen neuentwickelten Q (Codename Q9) ersetzt. Der im Gegensatz zum Q im Funktionsumfang abgespeckte Channelbot L hatte die Aufgabe den alten Q vor allem in kleineren Channels zu entlasten.

## Technik
Heutzutage benutzt Quakenet als Serversoftware einen Patch für ircu, den auf dem P10-Protokoll basierenden IRCd des Undernet namens snircd. Der Patch beinhaltet einige Modifikationen und Ergänzungen zum Original-ircu.
Zuvor wurde Asuka benutzt.

## Zusätzliche Modi

### Usermodes
Besondere, über die üblichen hinausgehenden, Usermodes im Quakenet sind:
| d | Deaf-Modus: Der Benutzer bekommt keine Channel-Nachrichten. (beispielsweise um Datenverkehr einzusparen)                                                |
| x | Angemeldete Nutzer bekommen folgenden Host: <username>.users.quakenet.org. (reale IP wird verschleiert)                                                 |
| R | Private Nachrichten (Query, Notice, Invite) nur von registrierten Nutzern. (dient dem Spamschutz, Spammer sind meistens nicht im Netzwerk registriert.) |
| w | Um Walluser-Messages, die von IRC-Operatoren gesendet werden, sehen zu können.                                                                          |

### Channelmodi
Besondere, über die üblichen hinausgehenden, Channelmodes sind im Quakenet:
| c   | Keine Controlcodes (Farben, Unterstreichen, Fett) mehr möglich. |
| C   | Keine channelweiten CTCPs möglich. |
| D/d | Delayed-join-mode (+D): Benutzer werden erst beim Schreiben oder Mode-Setzung sichtbar. Mode +d bedeutet, dass „Delayed-join“ deaktiviert wurde, aber noch Nutzer im Channel unsichtbar sind. Es wird gewartet, bis niemand mehr unsichtbar ist. |
| N   | Keine channelweite Notice möglich. |
| r   | Nur registrierte Nutzer können den Channel betreten. |
| u   | Keine Quit/Part-Nachrichten. Ist ein Nutzer in einem Channel mit +u, so wird seine Quit-Nachricht auf „Signed off“ gesetzt und seine Part-Nachricht unterdrückt. Dies verhindert Werbung.                                                        |
| T   | Blockiert Multitarget Nachrichten (im mIRC-Client als 'amsgs' bezeichnet). |
| M   | Nur registrierte Benutzer können Nachrichten schreiben |